# Forever (chanson de Drake)
Pour les articles homonymes, voir Forever.
Singles de Drake
Money to Blow
(2009) Fed Up
(2009)
Singles par Kanye West
Run This Town
(2009) Power
(2010)
Singles par Lil Wayne
Down
(2009) Maybach Music 2
(2009)
Singles par Eminem
Beautiful
(2009) Elevator
(2009)
Forever est un single du rappeur américain Drake. Les rappeurs Kanye West, Lil Wayne et Eminem participent également au morceau. Elle appartient à la bande originale de More Than a Game, film documentaire consacré à LeBron James.
La chanson est également présente sur la réédition de l'album d'Eminem Relapse, Relapse: Refill. Eminem a fait son couplet aux American Music Awards de 2009. Drake a interprété la chanson avec Lil Wayne, Eminem et Travis Barker à la 52e cérémonie des Grammy Awards.

## Clip

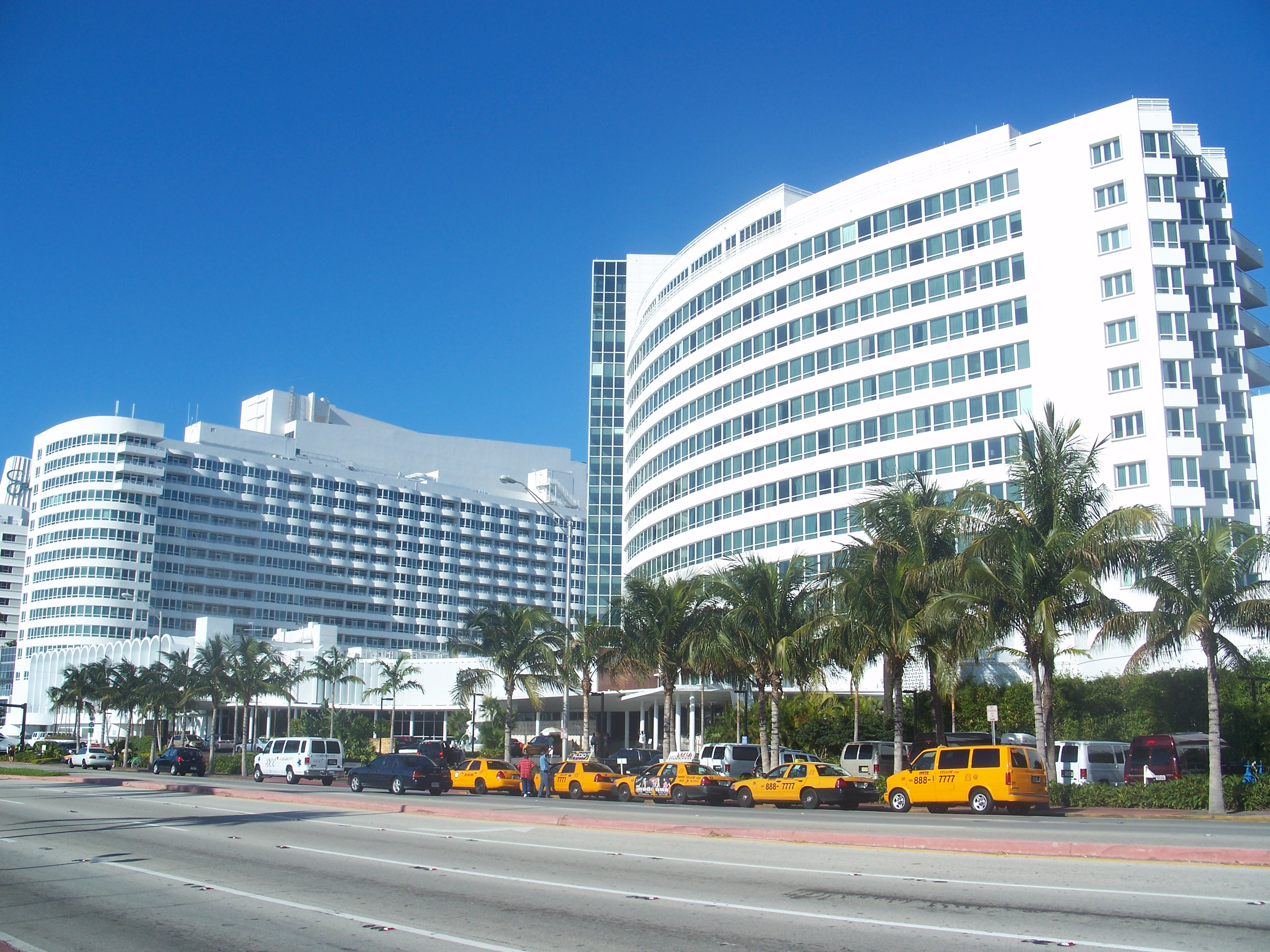
L'hôtel Fontainebleau Miami Beach à Miami.

Le clip est réalisé par Hype Williams et tourné en septembre à l'hôtel Fontainebleau Miami Beach à Miami. Cependant, la partie d'Eminem, pour des raisons d'emploi du temps a été tournée séparément à Détroit. The Alchemist, Trick Trick, Mr. Porter, Crooked I, Joe Budden, Joell Ortiz et Royce da 5'9" apparaissent durant le passage d'Eminem. Birdman apparait durant le couplet de Lil Wayne. On peut également apercevoir le basketteur LeBron James au début du clip, puis dans de nombreuses images d'archives par la suite. Par ailleurs, on y voit des bouteilles de vodka de la marque française Cîroc.
La vidéo est présentée le 22 septembre 2009 dans l'émission musicale 106 & Park de BET.

## Classements

### Classement par pays
| Classement (2009)                            | Meilleure position |
| -------------------------------------------- | ------------------ |
| Australie - Australian Singles Chart         | 99                 |
| Canada - Canadian Hot 100                    | 26                 |
| Irlande - Irish Singles Chart                | 41                 |
| Suisse (Schweizer Hitparade)                 | 68                 |
| Royaume-Uni - UK Singles Chart               | 42                 |
| Royaume-Uni - UK R&B Chart                   | 14                 |
| États-Unis - Billboard Hot 100,              | 8                  |
| États-Unis - Billboard Hot R&B/Hip-Hop Songs | 2                  |
| États-Unis - Billboard Hot Rap Songs         | 1                  |

### Classement de fin d’année
| Classement (2009)              | Position |
| ------------------------------ | -------- |
| États-Unis - Billboard Hot 100 | 88       |
| Classement (2010)              | Position |
| États-Unis - Billboard Hot 100 | 71       |